# Vernon Hartshorn
Vernon Hartshorn (ur. 1872 w Maesteg w hrabstwie Glamorgan, zm. 13 marca 1931 tamże) – brytyjski polityk, członek Partii Pracy, minister w rządach Ramsaya MacDonalda.
Wykształcenie odebrał w miejscowej szkole. Następnie pracował jako górnik. Był członkiem Narodowego Związku Górników. W latach 1922–1924 był przewodniczącym Górniczej Federacji Południowej Walii.
W 1918 r. został wybrany do Izby Gmin jako reprezentant okręgu Ogmore. W 1924 r. był poczmistrzem generalnym. Następnie był członkiem komisji Simona. W 1930 r. został Lordem Tajnej Pieczęci. Urząd ten sprawował aż do swojej śmierci w 1931 r.